# Lasioglossum holostictum
Lasioglossum holostictum là một loài Hymenoptera trong họ Halictidae. Loài này được Cockerell mô tả khoa học năm 1940.